# GeoTIFF
GeoTIFF è un tipo di metadati, distribuito nel pubblico dominio, che permette di incorporare riferimenti geografici all'interno di un'immagine TIFF. Potenzialmente, può includere proiezioni, ellissoidi, datum, coordinate, e tutto ciò che è necessario per stabilire l'esatto riferimento spaziale per il file. Il formato GeoTIFF è completamente compatibile con le specifiche TIFF 6.0, per cui i software non in grado di interpretare i metadati li ignoreranno, rimanendo però in grado di visualizzare l'immagine.

## Storia
Il formato GeoTIFF venne creato da Niles Ritter al Jet Propulsion Laboratory della NASA, a Pasadena.